# 구왈기야 피옹돈
구왈기야 피옹돈(만주어: ᡤᡡᠸᠠᠯᡤᡳᠶᠠ
ᡶᡳᡠᠩᡩᠣᠨ Gūwalgiya Fiongdon 한국 한자: 瓜爾佳 費英東 과이가 비영동, 1562년 ~ 1620년 3월 8일)은 후금의 군인 겸 정치가이다. 후금 개국오대신 중 한 명이다.
건주여진의 수완 구왈갸 할라(蘇完瓜爾佳氏, 만주어: ᠰᡠᠸᠠᠨ
ᡤᡡᠸᠠᠯᡤᡳᠶᠠ
ᡥᠠᠯᠠ Suwan Gūwalgiya Hala) 출신으로, 12세 때 이미 강궁을 당길 수 있었다. 16세 때인 1588년 부친 구왈갸 솔고가 누르가치에게 귀부할 때 그도 함께 귀부했다. 35세 때인 1607년 버이러 슈르가치와 함께 해서여진 군대를 깨뜨렸다. 39세 때인 1611년 아바타이와 함께 목릉을 함락시켰다. 40세 때인 1613년 울라를 멸망시켰다. 1615년 팔기제가 확립되면서 피옹돈의 구왈갸 일족은 양황기에 속했다. 후금이 개창한 1616년, 피옹돈은 니오후루 어이두, 동오 호호리, 교르차 안피양구, 퉁갸 후르한과 함께 5대 암반으로 꼽혔다.
1618년, 명의 무순을 공격해 4월 20일 명의 총병관 장승음의 기병 만 기를 격파해 누르가치에게 진만인적이라는 감탄을 들었다. 1619년, 여허를 공격하고 사르후 전투에서 활약했다. 누르가치를 30년 넘게 섬기고 언제나 최전방에서 활약하여 일등총병관의 직을 받았다. 천명 5년 3월에 죽었다. 천총 6년(1632년) 직의공(直義公) 작위가 추서되었다.

## 가계
- 부친 구왈갸 솔고
  - 남동생 구왈갸 우이치
조카 구왈갸 오보이
- 처 아이신 교로 추옌(누르가치의 장남)의 장녀
  - 슬하 10남
토호(托惠)
삼등총병관 나하이
6남: 이등 갑라장긴 색해
7남: 일등 웅용공 툴라이
삼등 암반장인 찰합니
  - 슬하 4녀
새상무(슈르가치의 5남)의 처
피양구(슈르하치의 8남)의 처
버일러 바야라(탁시의 5남)의 처
두르함(추옌의 손자)의 처

틀:후금 천명제의 대리청정